# Tre lươn
Tre lươn (danh pháp hai phần: Bambusa dissimulator) là một loài thực vật có hoa trong họ Hòa thảo. Loài này được McClure miêu tả khoa học đầu tiên năm 1940.